# Erica humifusa
Erica humifusa là một loài thực vật có hoa trong họ Thạch nam. Loài này được Hibberd ex Salisb. mô tả khoa học đầu tiên năm 1802.